# Derrynasaggart Mountains
Derrynasaggart Mountains (iriska: Doire na Sagart) är en bergskedja i republiken Irland. Den ligger i grevskapet Ciarraí och provinsen Munster, i den sydvästra delen av landet. Den högsta toppen är Paps of Anu som ligger 694 meter över havet.